# Ichneumon betulae
Ichneumon betulae là một loài tò vò trong họ Ichneumonidae.